# Georges Dumas
Georges Dumas (Lédignan, 6 de março de 1866 — Lédignan, 12 de fevereiro de 1946) foi um médico e psicólogo francês. Em 1937, recebeu o título de doutor honoris causa da Universidade de São Paulo.

## Trabalho
Seu trabalho principal é O Tratado de Psicologia (1923–1924, Le Traité de Psychologie). Ele escreveu muitos artigos para a obra e supervisionou sua publicação em dois volumes. Muitos dos principais psicólogos franceses da época contribuíram para o trabalho. Uma nova edição completa (O Novo Tratado de Psicologia, Le Nouveau traité de psychologie) foi publicada entre 1930 e 1949 em 10 volumes.

## Publicações[4]
- Léon Tolstoï et la philosophie de l’amour. Hachette, 1893
- Les États intellectuels dans la mélancolie. Alcan, 1894.
- Traduction avec préface de « Les Émotions » par Lange. Alcan, 1896.
- La Tristesse et la Joie. Thèse de doctorat ès lettres. Alcan, 1900.
- Auguste Comte, thèse latine, critique. Alcan, 1900.
- Préface de la traduction de La Théorie de l’émotion par William James. Alcan, 1902.
- Psychologie de deux messies positivistes : Auguste Comte and Saint-Simon. Alcan, 1905, Paris.
- Le Sourire et l’expression des émotions. Alcan, 1906.
- Névroses et psychoses de guerre chez les Austro-Allemands, in collaboration with Dr H. Aimé. Alcan, 1918.
- Troubles mentaux et troubles nerveux de guerre. Alcan, 1919
- Introduction à la psychologie. Son objet – Ses méthodes. Nouveau Traité de Psychologie. Tome I – Fascicule 4. Librairie Félix Alcan, 1936.
- Les Fonctions systématisées de la vie affective et de la vie active. Alcan 1939 Paris, 1939.
- Le Surnaturel et les Dieux d'après les Maladies Mentales. Essai de théogénie pathologique. P.U.F 1946
- La Vie affective, Physiologie – Psychologie – Socialisation. 1948. P.U.F.